# Quinque compilationes antiquae
Les Quinque compilationes antiquae (littéralement, les Cinq anciennes compilations, en latin) sont des compilations de textes de droit canonique élaborées entre 1187 et 1226 environ.

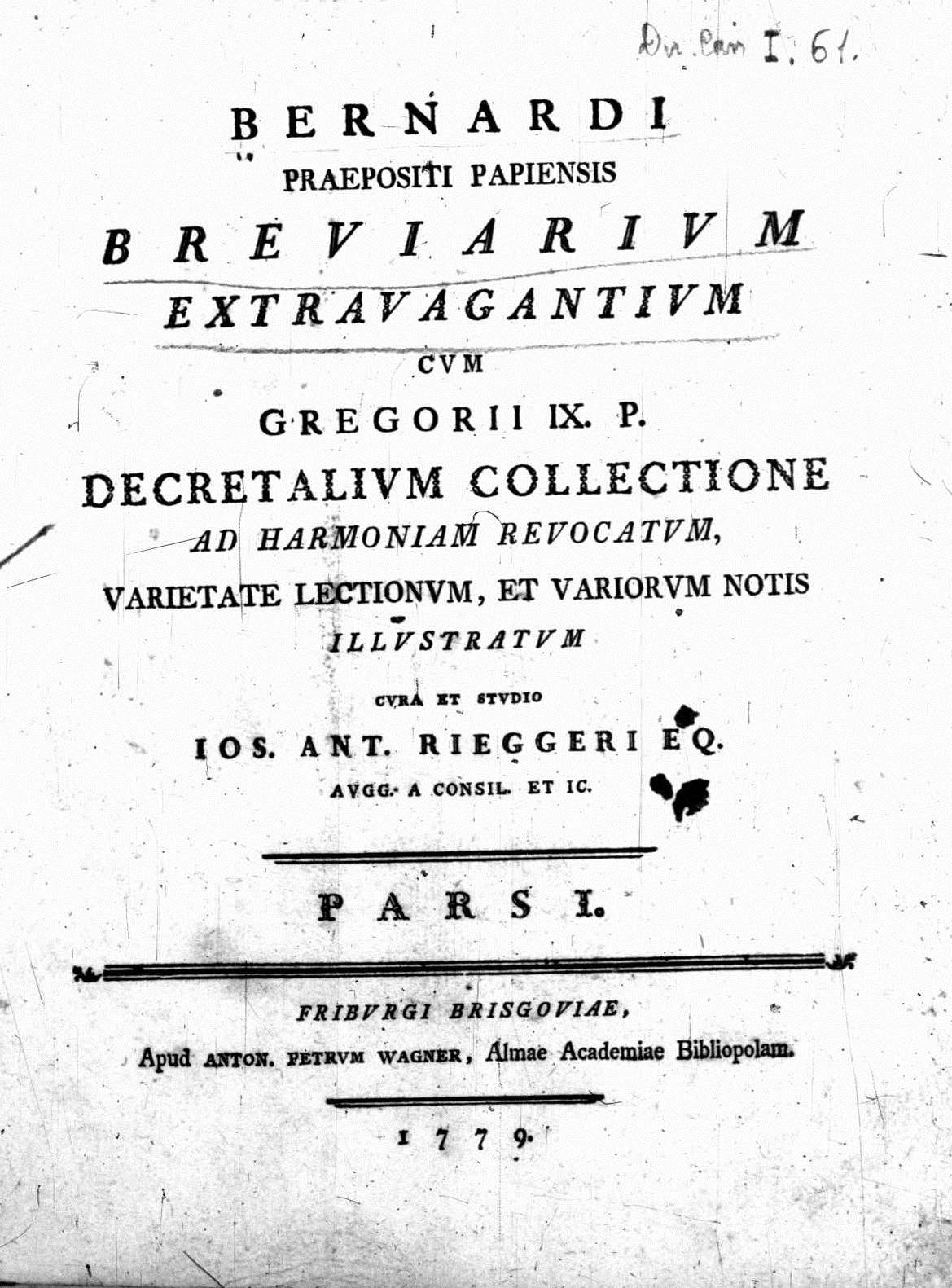
Breviarium extravagantium par Bernard de Pavie, la première des cinq collections.

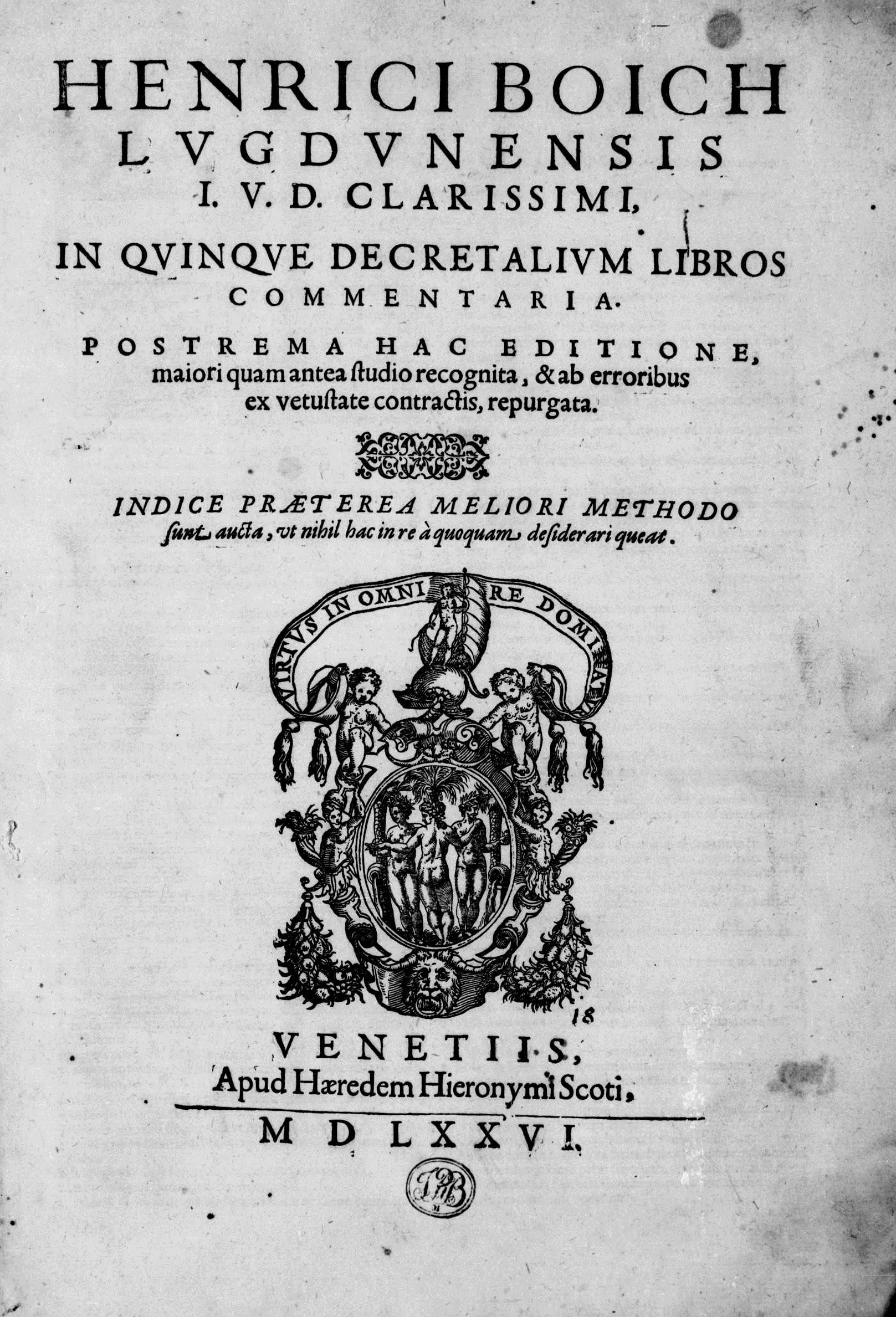
Henri Bohic, In quinque decretalium libros commentaria, édition de 1576

## Nom
Les Quinque compilationes antiquae sont ainsi désignées, par rétronymie, afin de les distinguer des décrétales de Grégoire IX, compilation rédigée, entre 1230 et 1234, par Raymond de Peñafort, à la demande du pape Grégoire IX, et publiée par celui-ci par la bulle Rex pacificus du 5 septembre 1234.

## Composition
La Compilatio prima, aussi appelée le Breviarium extravagantium, est une compilation privée, œuvre de Bernard de Pavie.
La Compilatio secunda, aussi appelée Decretales mediae ou Decretales intermedia est une compilation privée, œuvre de Jean de Galles.
La Compilatio tertia est la plus ancienne compilation officielle. Elle a été élaborée par le cardinal Petrus Collivacinus de Bénévent, à la demande du pape Innocent III, et approuvée par celui-ci par la bulle Devotioni vestrae du 28 décembre 1210.
La Compilatio quarta est une compilation privée dont l'auteur est Jean Teutonique en 1216.
La Compilatio quinta est une compilation officielle, élaborée par Tancrède de Bologne à la demande du pape Honorius III et approuvée par lui par la bulle Novae causarumn en 1226 ou 1227.